# Jovanovac (gmina Merošina)
Jovanovac (cyr. Јовановац) – wieś w Serbii, w okręgu niszawskim, w gminie Merošina. W 2011 roku liczyła 492 mieszkańców.